# Панкаталонизм

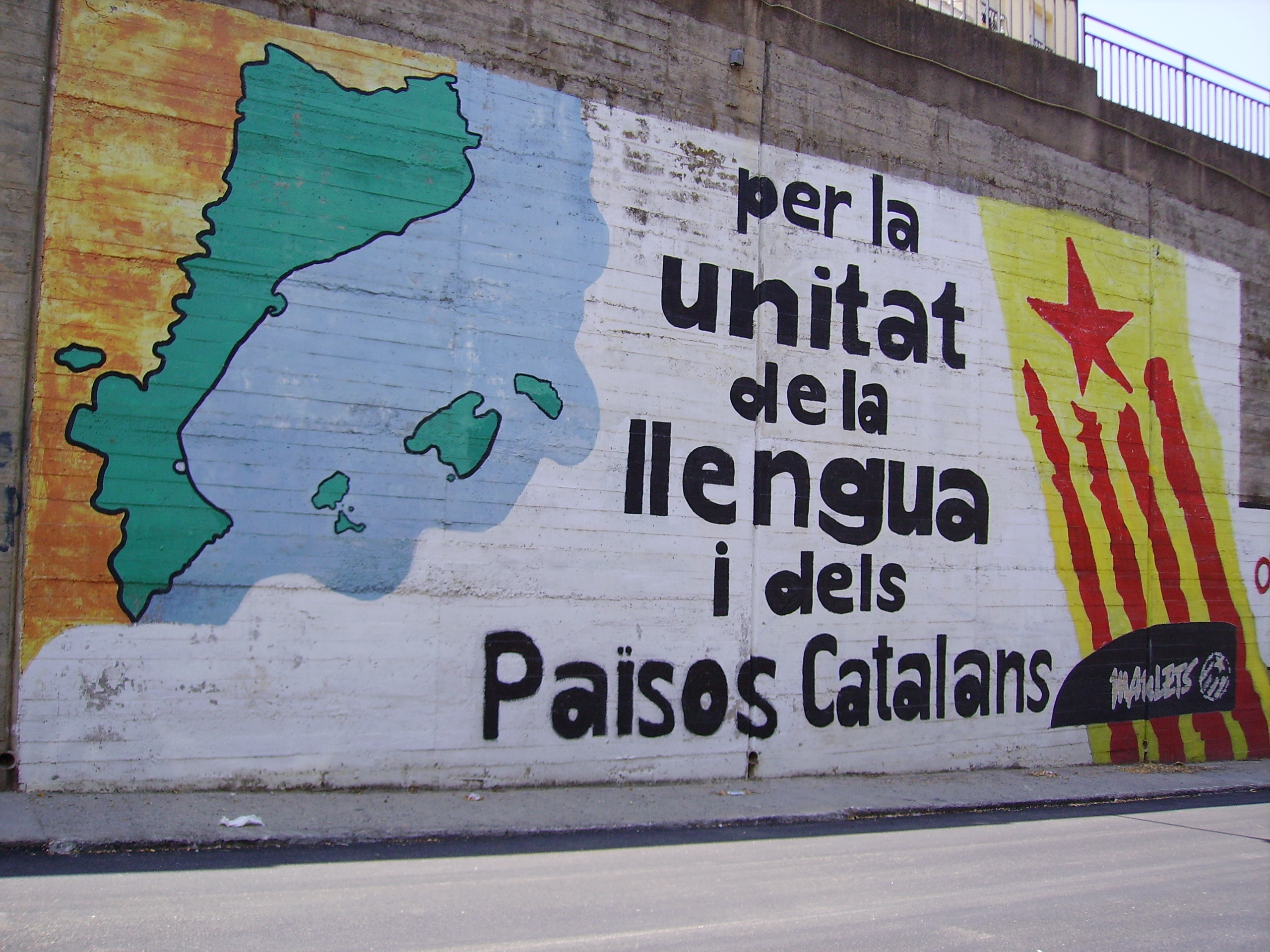
Панкаталонистские граффити молодёжной организации Maulets.

Серым выделены каталаноязычные территории.

Панкаталонизм (исп. Pancatalanismo, кат. Pancatalanisme) — политическая идеология ирредентистского характера, которая отстаивает интересы каталаноязычных территорий: собственно Каталонии, Валенсии, Балеарских островов, так называемой Западной полосы Арагона, а также французского департамента Восточные Пиренеи, именуемого «Северная Каталония», Андорры и города Альгеро на итальянском острове Сардиния. Эта идеология провозглашает целью создание независимого государства в составе каталаноязычных территорий под названием «Каталонские земли», хотя некоторые меньшинства предпочитают называть его просто «Каталония». За пределами Каталонии эта идеология разделяется немногочисленными группами сторонников в Валенсии и на Балеарских островах и ещё слабее представлена в Руссильоне и Андорре.

## Происхождение
Концепция каталонского единства — во всяком случае, в лингвокультурной сфере, сформировалась во времена каталонского ренессанса XIX века (Мариан Агило, Антони де Бофаруль, Теодоро Льоренте). Сам термин «панкаталонизм» ввёл в оборот в 1899 году архитектор и поэт Хосе Пиджоан. Первым теоретиком панкаталонизма стал журналист и писатель Альфонс Масерас который в 1915 году опубликовал статью «Панкаталонизм. Тезисы, служащие для основания доктрины» (кат.  Pancatalanisme. Tesis per a servir de fonament a una doctrina). Распространению панкаталанистской идеологии во всех так называемых «Каталонских землях» способствовало создание в 1916 году общества Nostra Parla («Наш язык») и его отделений в 1918 году — на Майорке и в Валенсии. Влияние панкаталанистской идеологии, ставшей частью каталонского национализма, также нашло своё отражение в идеологии валенсийского национализма в начале XX века. Ещё дальше в развитии идей панкаталонизма пошли валенсийские писатели и интеллектуалы Мигель Дюран (1883—1947) и Эдуард Феррандо (1883—1935), автор текста Síntesi del criteri valencianista. В своих текстах они говорили уже о «каталонской нации» и выдвинули концепцию единой территории, включающей Балеарские острова и ареалы каталаноязычного большинства на территории древнего королевства Арагон.
В 1930-х годах идеи панкаталонизма получили дальнейшее развитие у журналиста и политика Антони Ровира-и-Виргили. Например, в еженедельной газете «Acció», издаваемом националистической партией ANV, публиковались заявления типа «Мы хотим восстановления нашей каталонской государственности, сформированной, как всегда, государствами Валенсия, Майорка и Каталония».
Впоследствии, в 1962 году валенсийский писатель Жуан Фустер выпустил книгу «Мы, валенсийцы», в которой провозглашал, что для того, чтобы создать «нормальное будущее», Валенсия должна выстраивать тесные взаимоотношения с другими каталаноязычными территориями (каталанскими странами), создавая общее культурное, а затем и политическое пространство («надрегиональную» политическую структуру).

## Политическая практика
Из числа политических партий, разделяющих идеологию панкаталонизма, крупнейшей является Левые республиканцы Каталонии (кат. Esquerra Republicana de Catalunya, ERC), среди мелких партий её поддерживают Estat Català, Кандидатура народного единства (CUP) и Социалистическая партия национального альянса каталанских стран (распущена в 2015 году).
Уровень поддержки идеологии панкаталонизма населением сильно различается в разных регионах. Хотя ERC удалось набрать 16,44 % голосов на выборах в парламент Каталонии 2003 года, на Балеарских островах и в Валенсии она не набрала и 2 % голосов.
В Валенсии партии, разделяющие панкаталанистскую идеологию, расположены в левой части политического спектра. Наиболее популярные из них — ERPV, Солидарность за  независимость, Социалистическая  партия  национального альянса, ENV или CUP, а также Националистический блок Валенсии, входящий в коалицию Compromís, которая поддерживает возможность политического союза между Валенсийским автономным сообществом и гипотетической независимой Каталонией. Кроме того, панкаталонизм поддерживают некоторые студенческие организации, такие как SEPC или BEA, ряд культурных организаций и фондов, в частности ACPV или Fundació Ausias March, которые субсидируются правительством Каталонии.